# Seducción (álbum)
Seducción es el sexto álbum de estudio grabado por la cantante mexicana-estadounidense Jennifer Peña, fue lanzado por Univision Music el 18 de mayo de 2004. Este álbum debutó en el número uno en la lista Top Latin Albums de Billboard.

## Listado de pistas
Información de Billboard

### CD
| N.º | Título                              | Duración |  |
| 1.  | «Vivo y Muero en Tu Piel»           | 4:28     |  |
| 2.  | «Cumba Iho»                         | 3:58     |  |
| 3.  | «Para Olvidarte de Mí»              | 3:06     |  |
| 4.  | «Hasta el Fin del Mundo»            | 3:53     |  |
| 5.  | «Ya Verás»                          | 3:55     |  |
| 6.  | «Cómo Saber»                        | 4:29     |  |
| 7.  | «Si Yo Me Vuelvo a Enamorar»        | 3:10     |  |
| 8.  | «Fuera de Mi Vida»                  | 4:03     |  |
| 9.  | «No Hay Nadie Igual Como Tú»        | 3:31     |  |
| 10. | «Aunque Me Cueste la Vida»          | 3:26     |  |
| 11. | «Vivo y Muero en Tu Piel (Norteña)» | 3:40     |  |
| 12. | «Vivo y Muero en Tu Piel (Salsa)»   | 3:48     |  |
| 13. | «Hasta el Fin del Mundo (Norteña)»  | 3:39     |  |

### DVD
Información de Allmusic.
| N.º | Título                                       | Duración |  |
| 1.  | «At The Studio (Interviews)»                 |          |  |
| 2.  | «Behind The Scenes»                          |          |  |
| 3.  | «Vivo y Muero en Tu Piel (Multimedia Track)» |          |  |
| 4.  | «Vivo y Muero en Tu Piel (Multimedia Track)» |          |  |
| 5.  | «Vamos Al Mundial (Multimedia Track)»        |          |  |
| 6.  | «Photo Gallery»                              |          |  |
| 7.  | «Biography»                                  |          |  |

## Posiciones en listas
| Lista (2004)     | Posición más alta |
| ---------------- | ----------------- |
| Top Latin Albums | 1                 |
| Latin Pop Albums | 1                 |
| Top Heatseekers  | 7                 |
| Billboard 200    | 162               |

## Ventas y certificaciones
| Región                                                     | Certificación    | Unidades certificadas /ventas |
| ---------------------------------------------------------- | ---------------- | ----------------------------- |
| Estados Unidos (RIAA)                                      | Platino (latino) | 100.000 ^                     |
| ^ Cifras de envíos basadas únicamente en la certificación. |                  |                               |